# Las Turbas
Las turbas és el nom popular amb què es coneix la processó Camí del Calvari, que té lloc a la matinada del Divendres Sant a la ciutat espanyola de Conca. Forma part de la Setmana Santa d'aquesta ciutat, que està declarada d'interès turístic internacional, i n'és la seva processó més coneguda.

## Descripció

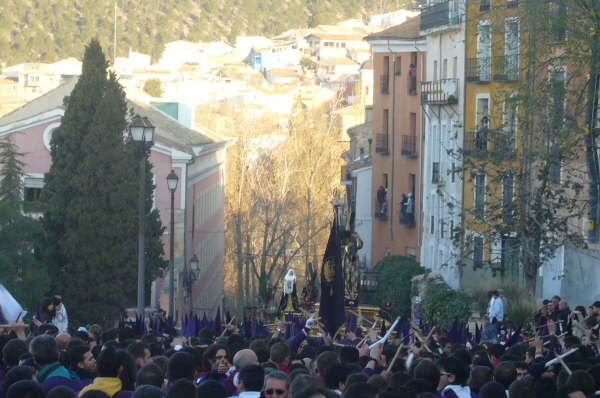
Las turbas pujant a la plaça Major pel carrer Palafox

Segons els estatuts que regulen “las turbas”, aquestes són la multitud que reprodueix, al llarg de tot l'itinerari processional, l'escenificació piadosa i popular de la burla de què va ser objecte Jesús quan anava camí del mont Calvari per ser crucificat. La representació s'ha d'entendre sempre dins del respecte i la devoció, propis de les persones que formen part d'aquesta processó. No obstant això, per extensió s'ha utilitzat tradicionalment el terme Las turbas per a referir-se al conjunt de la processó, per ser aquesta multitud el que realment la diferencia de totes les altres des del punt de vista del significat, composició i organització, i converteix las turbas, doncs, en única.
Els integrants de las turbas reben popularment el nom de turbos i van vestits amb les túniques pròpies de les seves germandats religioses. Porten, a més, clarins i tambors, generalment de fabricació casolana. Els primers, molt difícils de fer sonar, emeten un so desafinat que s'anomena clarina, mentre que els segons tenen so ronc i mai redoblen. El so produït en colpejar els pals del tambor entre si, s'anomena palillá. Milers de cops de tambor simultanis alternen amb palillás (component contemporani de la processó) i es barregen de manera estrepitosa amb les clarinás a la matinada conquense del Divendres Sant.
Oficialment, per ser turbo és necessari pertànyer a alguna germandat i, encara que no està prohibit a les dones de participar en les processons de cap manera, la seva incorporació a la processó com a turbes i banceras (és a dir, portant els passos a espatlles) ha sigut molt escassa fins ara, malgrat que en la dècada dels 70 les dones van prendre un paper mot actiu en aquesta processó, la qual tenia una participació popular escassa i, elles la van impulsar.
El terme processó dels borratxos, sovint utilitzat entre persones no originàries de Conca per a referir-se a la processó Camí del Calvari, és considerat pejoratiu i injustificat pels conquenses.